# 丸の内KSビル
丸の内KSビル （まるのうちKSビル） は、愛知県名古屋市中区丸の内二丁目にある超高層ビルである。

## 概要
近藤紡績所が建設した超高層ビルで、同社の本社も入居しているが基本的には貸しビルとして運用されており、同社の不動産賃貸事業の代表的なビルの一つとなっている。
名古屋市営地下鉄桜通線丸の内駅の出入り口から直ぐの立地の為、大手企業のテナントも多い。
総合設計制度を活用している。

## 主なテナント
- 近藤紡績所 本社
- 昭和建物管理 本社 - 18階[4][5]
- 東武トップツアーズ 名古屋支店[6]
- アライドマテリアル 名古屋支店[7]
- インディ・アソシエイツ（インディーフォルダ経営） 本社[8]
- シンビインターナショナル[9]